# Biere (Bördeland)
Biere – dzielnica niemieckiej gminy Bördeland, w kraju związkowym Saksonia-Anhalt, w powiecie Salzland. Do 28 grudnia 2007 Biere było samodzielną gminą we wspólnocie administracyjnej Südöstliches Bördeland.